# Liste des seigneurs de la Cour de Bouée

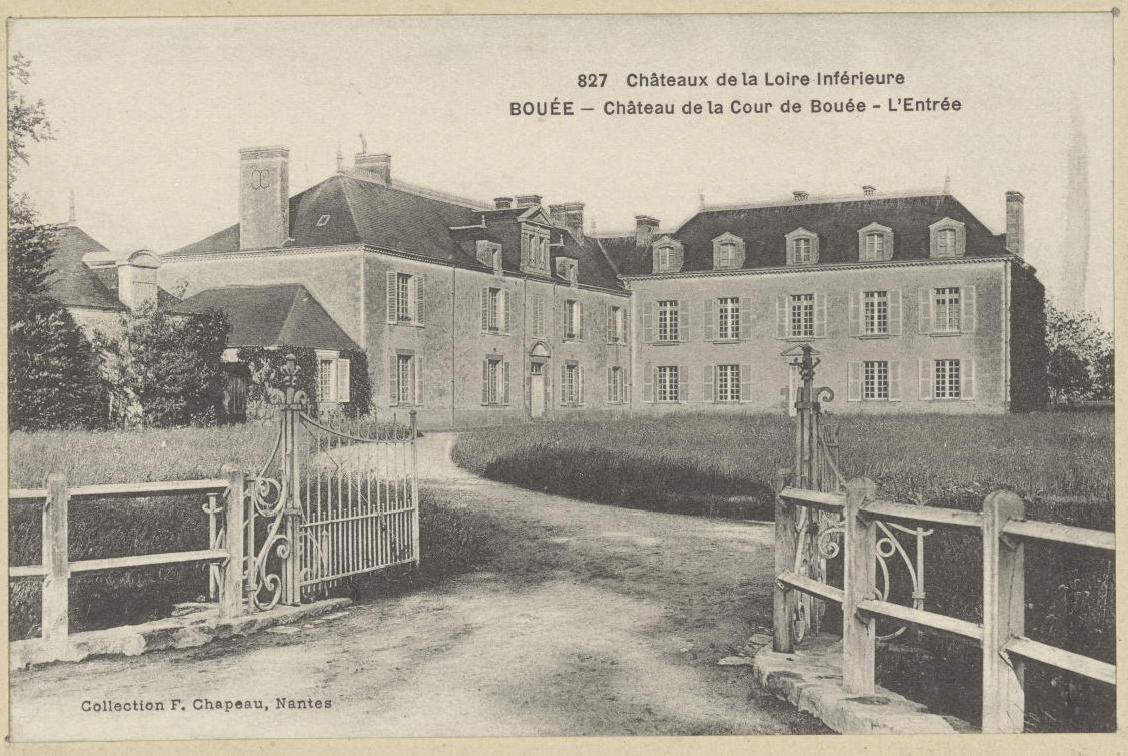
Bouée - Château de la Cour de Bouée - L'entrée.

Liste des seigneurs de la Cour de Bouée. La Cour-de-Bouée était une seigneurie avec haute justice relevant de la vicomté de Donges et baronnie de la Roche-en-Savenay.

## Famille Lespervier

Les L'epervier portaient pour blason : D'azur au sautoir engreslé d'or, accompagné de quatre besants de même.

- 1481 Perronelle Lespervier, Dame de la Fresne et de la Cour de Bouée[1], veuve de Jacques Chauvin, sieur de la Muce (Musse), cousine d'Arthur Lespervier Grand veneur de Bretagne, elle épouse en secondes noces François de la Lande Machecoul.

## Famille de la Lande de Bougon

Les de la Lande portaient pour blason : D'azur à une quintefeuille d'argent.

Branche cadette des de La Lande-Machecoul comptant parmi l'Ancienne noblesse de Machecoul
- 1484 Guillaume de la Lande de Bougon[2], Seigneur de la Cour de Bouée, de Bougon en Couëron et de la Haie-Mahéas, Procureur général de Bretagne du duc François II et son Sergent de la Cour de Bouée, opposé au rattachement du duché de Bretagne au royaume de France, il fut assassiné en 1489 par les soldats de Jean de Rieux Maréchal de Bretagne[3].

## Famille Bidé

Les Bidé portaient pour blason : D'argent au lion de sable, armé et lampassé de gueules.

Famille protestante originaire de Blain, seigneur de la Cour de Bouée en Bouée, Trêve de Savenay
- 1557
- 1562 Étienne Bidé, Seigneur de la Cour de Bouée et de la Babinaye en Fay-de-Bretagne, lieutenant de Blain, mari de Jacquette de Saint-Mallon et de Jeanne de Corval
- Catherine Bidé, fille d'un officier des Rohan[4], petite fille d'Étienne Bidé, épouse de René du Boiguéhenneuc, Seigneur de la Babinais

## Famille du Boisguéhenneuc

Les du Boisguéhenneuc portaient pour blason : D'argent à l'aigle impériale de sable, becquée et membrée de gueules. Devise : Carantez ha Guirionez (Amour et Vérité)

Famille protestante, seigneur de la Babinais en Bouée.
- 1623-1655 René du Boiguéhenneuc, Seigneur de la Babinais, épouse Catherine Bidé.
  - 1655-1702 Olivier II du Boiguéhenneuc, fils du précédent, époux de Marguerite Lemaistre vers 1640
    - ????-1716 Léa du Boisguéhenneuc, fille du précédent, Dame de la Cour de Bouée.

## Famille Serrant
- 1725-1737, Jean Serrant Fermier général des devoirs de Bretagne.

## Famille le Merdy de Catuélan

Les Merdy portaient pour blason : Écartelé d'argent et de gueules, à trois fleur de lys de l'un en l'autre.

- 1775-1777 Jacques du Merdy de Catuélan, petit-fils de Jean Serrant et un des premiers traducteur en français du théâtre de Shakespeare.

## Famille de Monti
Famille originaire de Florence.

Les Monti portaient pour blason : D'azur à la bande d'or, accosté de deux monts à six coupeaux de même.

Acquit par achat à Jacques du Merdy de Catuélan.
- 1777-1826 Louis Claude René de Monti, officier d'artillerie qui participa à la défense de Cancale en 1779 contre un débarquement anglais.
  - 1826-1874 Louis de Monti, fils du précédent, époux de Pauline de Cornulier .

## Famille de Formigny
Héritiers des Monti.

## Sources
: document utilisé comme source pour la rédaction de cet article.
- Pol Potier de Courcy, Nobiliaire et armorial de Bretagne, t. I, 1890 (lire en ligne), p. 45-46
- Annales, Volumes 28 à 29, Société Académique de Nantes et du Département de la Loire-Inférieure, 1857, page 513.
- Annales, Société académique de Nantes et de la Loire-Inférieure, 1860, page 74.